# Кажимеж Ковалски
Кажѝмеж Кова̀лски (на полски: Kazimierz Kowalski) е полски зоолог, мамалиолог, спелеолог и палеонтолог, професор, действителен член на Полската академия на науките, председател на Полската академия на знанията (1994 – 2001). През 1953 година ръководи полска спелеоложка група, която поставя рекорд за дълбочина (-1122 м) в пещерата „Гуфр Берже“ във Франция, носител на Кавалерски кръст на Ордена на Възраждане на Полша.